# Museum für zeitgenössische Kunst Skopje

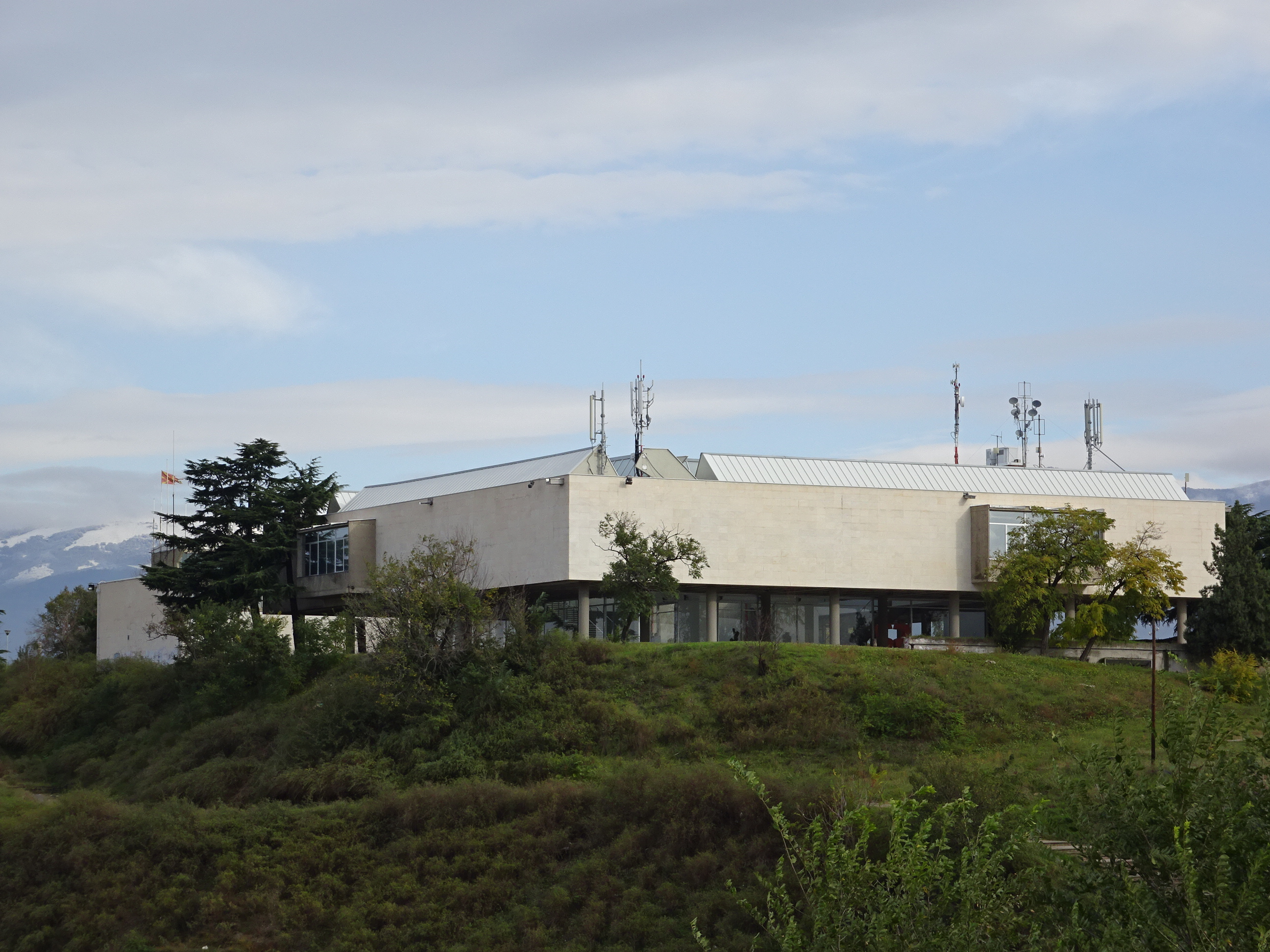
Museum für zeitgenössische Kunst in Skopje

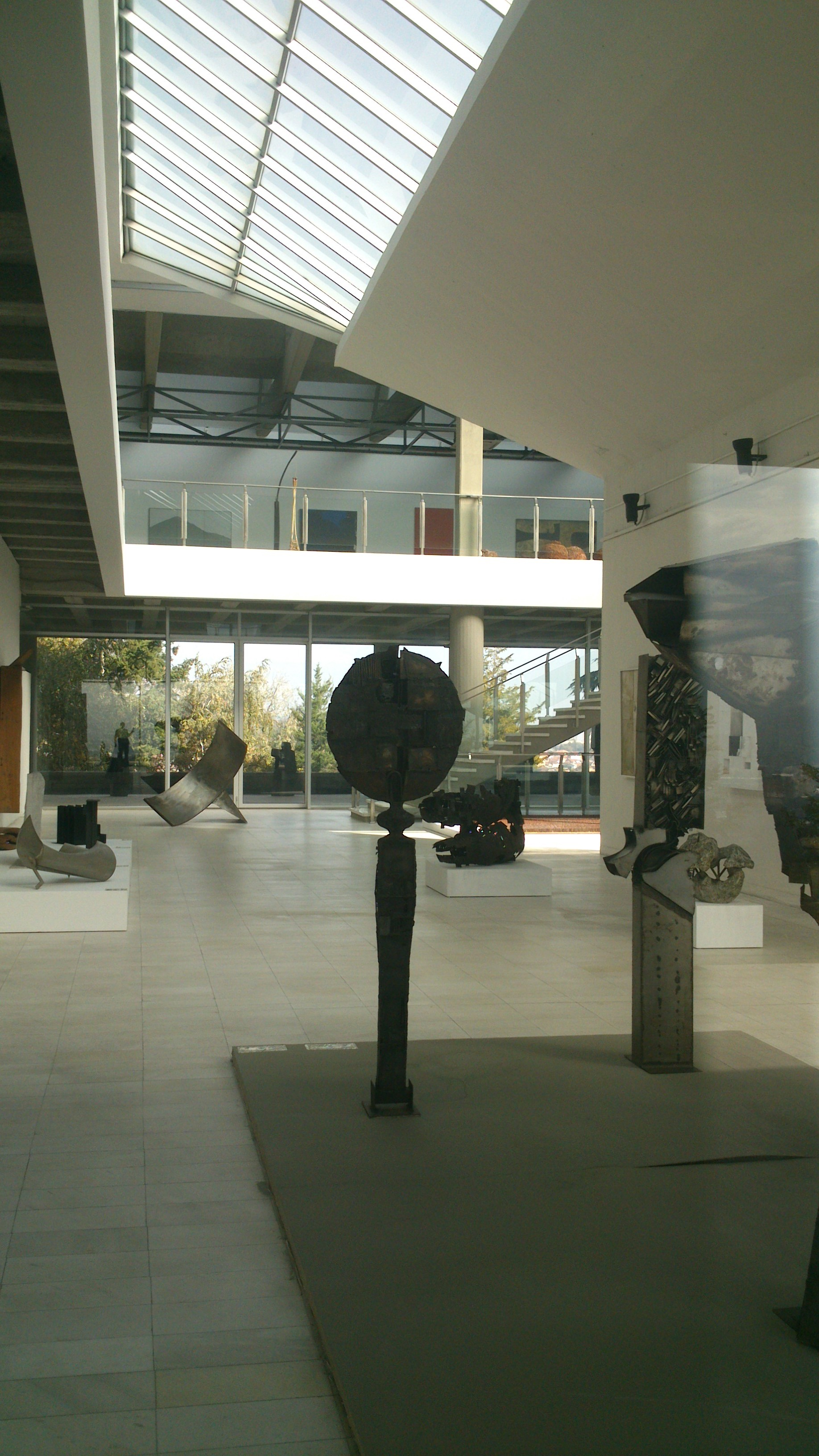
Blick in das Innere des Museums

Das Museum für zeitgenössische Kunst in Skopje präsentiert, sammelt und erforscht aktuelle und moderne Kunst.

## Geschichte
Nachdem 1963 ein Erdbeben Skopje nahezu vollständig zerstört hatte und dabei auch viele Kunstschätze der Stadt beschädigt oder zerstört worden waren, rief die Versammlung der International Association of the Plastic Arts im Oktober 1963 in New York dazu auf, der Stadt eine neue Kunstsammlung zu geben. Nachdem sich Organisationen wie AICA und ICOM dem Aufruf anschlossen und sich auch Künstler und Kuratoren hinter den Aufruf stellten, kam der Wunsch nach einem Museum auf. Am 11. Februar 1964 beschloss der Stadtrat von Skopje daher, ein neues Museum zu gründen. Die polnische Regierung schrieb einen Wettbewerb aus und übernahm den Bau des Museums. Die polnischen Architekten J. Mokrzynski, E. Wierzbicki und W. Klyzewski wurden mit der Planung und Ausführung beauftragt und das Museum schließlich 1970 eröffnet.

## Lage
Das Museum liegt in einem Park auf einer Anhöhe über der Vardar in der Nähe der alten Stadtfestung.

## Architektur
Das Gebäude besitzt eine Fläche von 5.000 m² und rund 3.000 m² Ausstellungsfläche. Sein Äußeres soll an die mittelalterliche Festung der Stadt erinnern. Der zentrale Baukörper ist massiv, quadratisch und besitzt einen zentralen Innenhof. Ihm vorgelagert ist ein Querriegel. Beide Gebäudeteile sind über einen weiteren Riegel verbunden. Das Erdgeschoss des Hauptbaus ist eingezogen und fast komplett verglast. Schmale Rundsäulen tragen das überhängende Obergeschoss.
Es wurde 1970 erbaut und von den Architekten Jerzy Mokrzyński und Eugeniusz Wierzbicki entworfen.

## Sammlung
Zur Sammlung des Hauses gehören nationale und internationale Meisterwerke moderner und zeitgenössischer Kunst. Einen Schwerpunkt bildet die Kunst der 1950er, 1960er und 1970er Jahre, darunter Arbeiten von Pablo Picasso, Victor Vasarely, Alexander Calder, Pierre Soulages, Christo und Georg Baselitz. Zum Schwerpunkt nationaler Kunst gehört die Zeit seit 1950.